# Lista campioanelor europene la gimnastică
La campioantele europene de gimnastică, competițiile sportive erau dominate de echipele URSS-ului și României. Printre sportivele care au obținute rezultate deosebite au fost Svetlana Horkina, care între anii 1994 - 2004 a obținut 10 medalii de aur, sau românca talentată Nadia Comăneci.
| Anul |                                          | Individual compus                           | [Sărituri                                 | Paralele inegale                                   | Bârnă                          | Sol                                   |
| ---- | ---------------------------------------- | ------------------------------------------- | ----------------------------------------- | -------------------------------------------------- | ------------------------------ | ------------------------------------- |
| 1957 | Campionatele europene de gimnastică 1957 | Larisa Latînina                             | Larisa Latînina                           | Larisa Latînina                                    | Larisa Latînina                | Larisa Latînina                       |
| 1959 | Campionatele europene de gimnastică 1959 | Natalia Kot                                 | Natalia Kot                               | Polina Astachowa                                   | Věra Čáslavská                 | Polina Astachowa                      |
| 1961 | Campionatele europene de gimnastică 1961 | Larisa Latînina                             | Ute Starke                                | Polina Astachowa                                   | Polina Astachowa               | Larisa Latînina                       |
| 1963 | Campionatele europene de gimnastică 1963 | Marjana Bilic                               | Solveig Egman                             | Thea Belmer                                        | Eva Rydell                     | Marjana Bilic                         |
| 1965 | Campionatele europene de gimnastică 1965 | Věra Čáslavská                              | Věra Čáslavská                            | Věra Čáslavská                                     | Věra Čáslavská                 | Věra Čáslavská                        |
| 1967 | Campionatele europene de gimnastică 1967 | Věra Čáslavská                              | Věra Čáslavská                            | Věra Čáslavská                                     | Věra Čáslavská                 | Věra Čáslavská                        |
| 1969 | Campionatele europene de gimnastică 1969 | Karin Janz                                  | Karin Janz                                | Karin Janz                                         | Karin Janz                     | Olga Karasjowa                        |
| 1971 | Campionatele europene de gimnastică 1971 | Ljudmila Turischtschewa Tamara Lasakowitsch | Ljudmila Turischtschewa                   | Tamara Lasakowitsch                                | Tamara Lasakowitsch            | Ljudmila Turischtschewa               |
| 1973 | Campionatele europene de gimnastică 1973 | Ljudmila Turischtschewa                     | Ljudmila Turischtschewa Angelika Hellmann | Ljudmila Turischtschewa                            | Ljudmila Turischtschewa        | Ljudmila Turischtschewa               |
| 1975 | Campionatele europene de gimnastică 1975 | Nadia Comăneci                              | Nadia Comăneci                            | Nadia Comăneci                                     | Nadia Comăneci                 | Nelli Kim                             |
| 1977 | Campionatele europene de gimnastică 1977 | Nadia Comăneci                              | Nelli Kim                                 | Nadia Comăneci Elena Muhina                        | Elena Muhina                   | Elena Muhina Maria Filatowa           |
| 1979 | Campionatele europene de gimnastică 1979 | Nadia Comăneci                              | Nadia Comăneci                            | Elena Muhina                                       | Natalja Schaposchnikowa        | Nadia Comăneci                        |
| 1981 | Campionatele europene de gimnastică 1981 | Maxi Gnauck                                 | Cristina Grigoraș                         | Maxi Gnauck                                        | Maxi Gnauck                    | Maxi Gnauck                           |
| 1983 | Campionatele europene de gimnastică 1983 | Olga Bitscherowa                            | Olga Bitscherowa                          | Ecaterina Szabó                                    | Lavinia Agache                 | Olga Bitscherowa Ecaterina Szabó      |
| 1985 | Campionatele europene de gimnastică 1985 | Jelena Schuschunowa                         | Jelena Schuschunowa                       | Jelena Schuschunowa Maxi Gnauck                    | Oksana Omeliantschik           | Jelena Schuschunowa                   |
| 1987 | Campionatele europene de gimnastică 1987 | Daniela Silivaș                             | Jelena Schuschunowa                       | Daniela Silivaș                                    | Daniela Silivaș                | Daniela Silivaș                       |
| 1989 | Campionatele europene de gimnastică 1989 | Svetlana Boghinskaia                        | Svetlana Boghinskaia                      | Henrietta Ónodi                                    | Gabriela Potorac Olesia Dudnik | Svetlana Boghinskaia Daniela Silivaș  |
| 1990 | Campionatele europene de gimnastică 1990 | Svetlana Boghinskaia                        | Svetlana Boghinskaia                      | Svetlana Boghinskaia Natalia Kalinina Mirela Pașca | Svetlana Boghinskaia           | Svetlana Boghinskaia                  |
| 1992 | Campionatele europene de gimnastică 1992 | Tatiana Guțu                                | Tatiana Guțu                              | Tatiana Guțu                                       | Svetlana Boghinskaia           | Gina Gogean                           |
| 1994 |                                          | Gina Gogean                                 | Lavinia Miloșovici                        | Svetlana Horkina                                   | Gina Gogean                    | Lilija Podkopajewa                    |
| 1996 | Campionatele europene de gimnastică 1996 | Lilija Podkopajewa                          | Simona Amânar                             | Simona Amânar Svetlana Horkina Lilija Podkopajewa  | Rosalia Galijewa               | Lavinia Miloșovici Lilija Podkopajewa |
| 1998 | Campionatele europene de gimnastică 1998 | Svetlana Horkina                            | Adrienn Varga                             | Svetlana Horkina                                   | Eugenia Kusnetsowa             | Corina Ungureanu Svetlana Horkina     |
| 2000 | Campionatele europene de gimnastică 2000 | Svetlana Horkina                            | Simona Amânar                             | Svetlana Horkina                                   | Svetlana Horkina               | Ludivine Furnon                       |
| 2002 |                                          | Svetlana Horkina                            | Natalja Siganschina                       | Svetlana Horkina                                   | Ljudmila Jeschowa              | Alona Kwascha                         |
| 2004 | Campionatele europene de gimnastică 2004 | Alina Kositsch                              | Monica Roșu                               | Svetlana Horkina                                   | Cătălina Ponor                 | Cătălina Ponor                        |
| 2005 | Campionatele europene de gimnastică 2005 | Marine Debauve                              | Francesca Benolli                         | Émilie Le Pennec                                   | Cătălina Ponor                 | Isabelle Severino                     |
| 2006 |                                          | n-a fost acordată medalie                   | Anna Grudko                               | Elizabeth Tweddle                                  | Cătălina Ponor                 | Sandra Izbașa                         |
| 2007 | Campionatele europene de gimnastică 2007 | Vanessa Ferrari                             | Carlotta Giovannini                       | Darija Sgoba                                       | Julia Loschecko                | Vanessa Ferrari                       |
| 2008 | Campionatele europene de gimnastică 2008 | kein Einzel                                 | Oksana Chusovitina                        | Xenia Semenowa                                     | Xenia Semenowa                 | Sandra Izbașa                         |
| 2009 | Campionatele europene de gimnastică 2009 | Xenia Semenowa                              | Ariella Kaeslin                           | Elizabeth Tweedle                                  | Jana Demiantschuk              | Elizabeth Tweedle                     |
| 2010 |                                          | nu s-au acordat medalii                     |                                           |                                                    |                                |                                       |

## Clasamentul după numărul de medalii pe țări
Situația: după CE din 2009
| Locul | Țara                                       |          |          |          | Total      |
| ----- | ------------------------------------------ | -------- | -------- | -------- | ---------- |
| 1     | Rusia din care URSS din care Rusia         | 72 50 22 | 54 36 18 | 41 26 15 | 167 112 55 |
| 2     | România                                    | 40       | 44       | 36       | 120        |
| 3     | Germania din care RDG din care RFG         | 12 11 1  | 17 16 1  | 24 20 4  | 53 47 6    |
| 4     | Ucraina                                    | 11       | 11       | 15       | 37         |
| 5     | Cehia din care Cehoslovacia din care Cehia | 11 11 -  | 3 2 1    | 10 10 -  | 24 23 1    |
| 6     | Italia                                     | 5        | 3        | 3        | 11         |
| 7     | Franța                                     | 4        | 2        | 2        | 8          |
| 8     | Regatul Unit                               | 3        | 3        | 1        | 7          |
| 9     | Iugoslavia                                 | 2        | 2        | 2        | 6          |
| 9     | Suedia                                     | 2        | 2        | 2        | 6          |
| 11    | Ungaria                                    | 2        |          | 3        | 5          |
| 12    | Polonia                                    | 2        |          | 2        | 4          |
| 13    | Țările de Jos                              | 1        | 6        | 3        | 10         |
| 14    | Belarus                                    | 1        | 2        | 1        | 4          |
| 15    | Elveția                                    | 1        | -        | 1        | 2          |
| 16    | Spania                                     |          | 3        | 5        | 8          |
| 17    | Bulgaria                                   |          | 2        | 6        | 8          |
| 18    | Belgia                                     |          |          | 1        | 1          |
| 18    | Grecia                                     |          |          | 1        | 1          |